# Geissorhiza ovata
Geissorhiza ovata är en irisväxtart som först beskrevs av Nicolaas Laurens Nicolaus Laurent Burman, och fick sitt nu gällande namn av Paul Friedrich August Ascherson och Karl Otto Robert Peter Paul Graebner. Geissorhiza ovata ingår i släktet Geissorhiza och familjen irisväxter. Inga underarter finns listade i Catalogue of Life.

## Bildgalleri

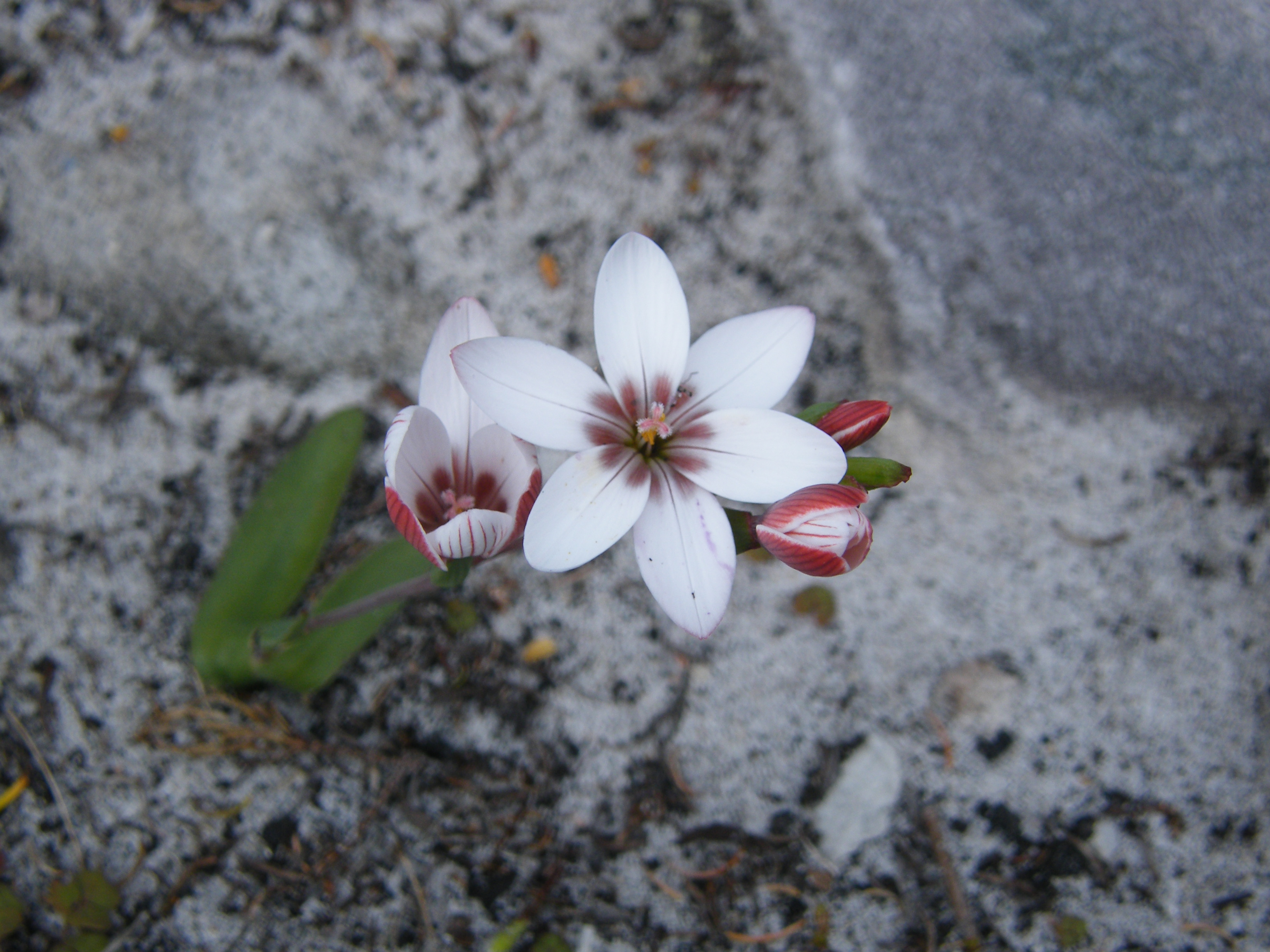
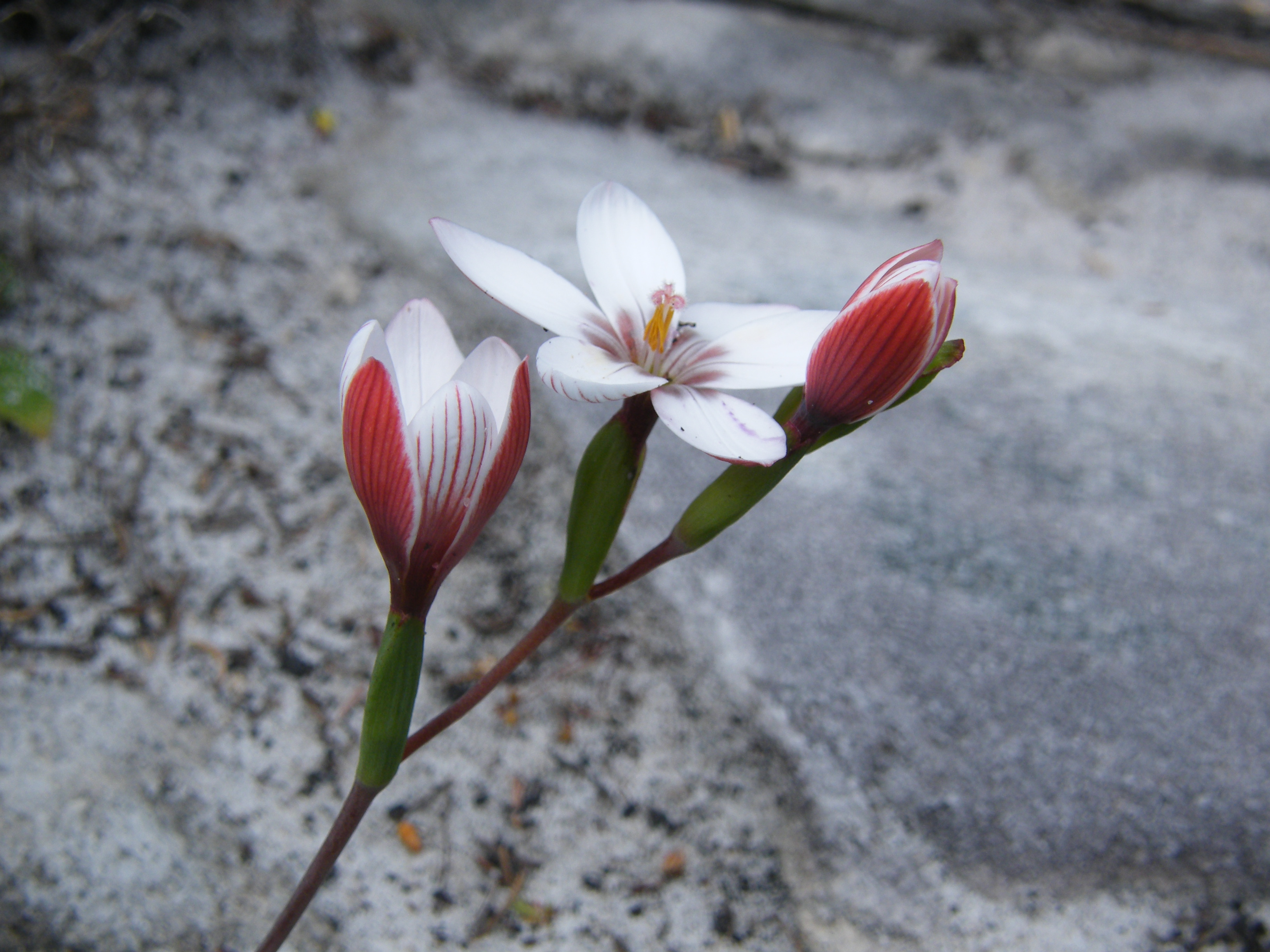
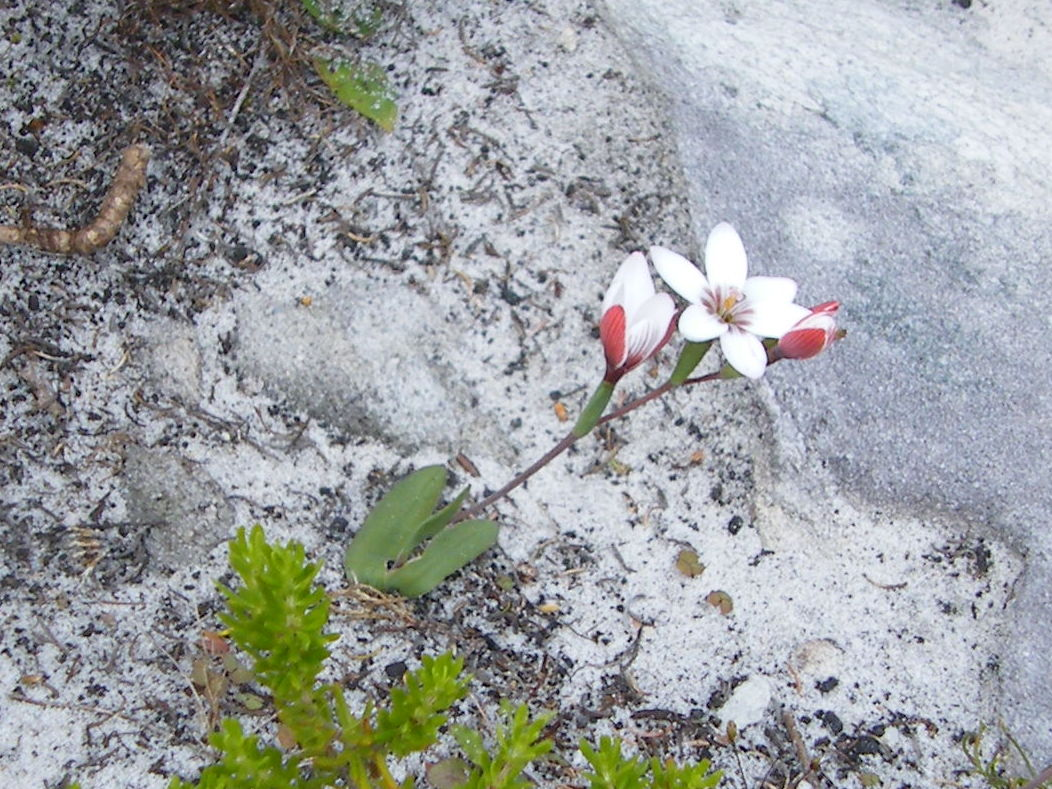